# Groundwater Monitoring & Remediation
Groundwater Monitoring & Remediation (abgekürzt Groundwater Monit. R.) ist eine wissenschaftliche Fachzeitschrift, die vierteljährlich im Peer-Review-Verfahren bei Wiley-Blackwell erscheint. Die Zeitschrift behandelt Themen mit Bezug zu Grundwasser und erschien erstmals 1981. Der Titel der Publikation lautete zunächst Ground Water Monitoring Review. Ab 1993 erschien sie als Ground Water Monitoring & Remediation, ehe sie 2013 ihren derzeitigen Titel erhielt. Es handelt sich um eine offizielle Publikation der National Ground Water Association. Veröffentlicht werden Beiträge über Grundwasserkontamination, über Wechselwirkungen zwischen Grundwasser und Oberflächenwasser, über Schadstofftransport und -umwandlung sowie über die Grundwasserreinigung. Der Impact Factor der Zeitschrift lag 2023 bei 1,8. Chefredakteur ist John F. Devlin von der University of Kansas.